# Torre dell'Orso
Torre dell'Orso è una località balneare del Salento, marina di Melendugno, in provincia di Lecce.
Celebre per la spiaggia di finissima sabbia color argento e per gli stabilimenti balneari, Torre dell'Orso vanta un mare particolarmente limpido per via delle correnti del canale d'Otranto. Grazie a questa caratteristica d'estate la località è frequentata da molti turisti ed è stata più volte premiata con la Bandiera Blu d'Europa per la trasparenza e la pulizia del mare.

## Toponomastica

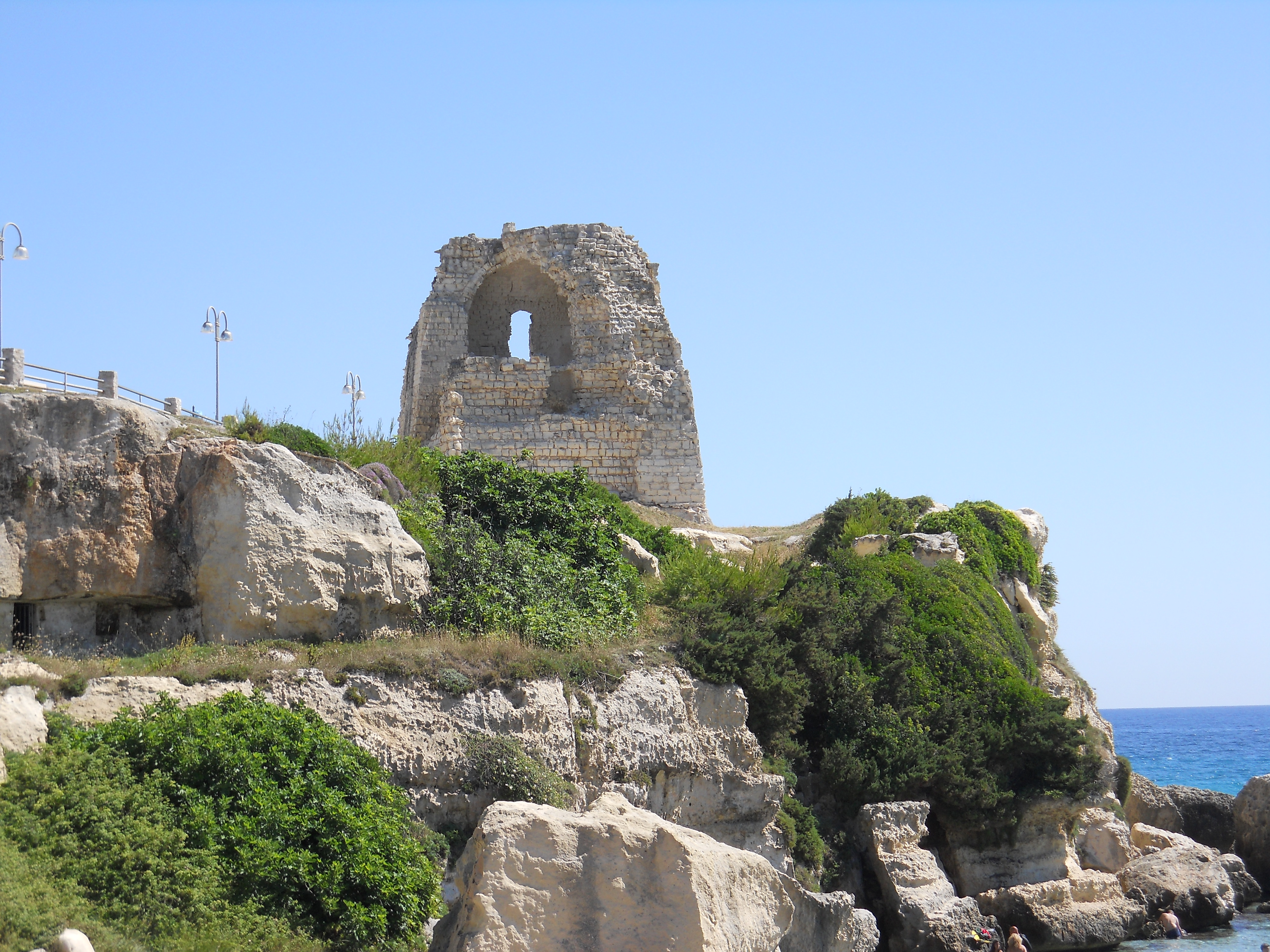
La torre vista dalla spiaggia

Il toponimo deriva dalla presenza, sulla costa, di una torre del XVI secolo utilizzata in passato per avvistare le navi turche dirette verso il Salento. Secondo alcune ipotesi orso farebbe riferimento alla foca monaca. Più verosimilmente sarebbe da ricondurre a Urso, cognome del probabile proprietario dell'agro nell'antichità. Stando ad un'altra interpretazione, avendo le torri costiere nomi di santi, il suo nome doveva essere Torre di Sant'Orsola, da cui Torre dell'Orso.
Altra ipotesi del toponimo è data dal fatto che sotto la torre vi è una roccia che rappresenta il profilo di un orso. Guardando la spiaggia, con la torre alla propria sinistra, si potrà notare una formazione rocciosa raffigurante il profilo di un orso con il muso e le orecchie ben definite. L'erosione ha, nel corso dei decenni, modificato tale sembianza ma è tuttora ben visibile.

## Geografia fisica
La spiaggia è un'insenatura della lunghezza di circa 800 metri delimitata da due alte scogliere. Alle spalle della spiaggia si trovano basse dune con una pineta non naturale ma impiantata dall'uomo (nell'era fascista) per bonificare la zona. Nella zona sud dell'insenatura sfocia un corso d'acqua chiamato Brunese. La zona sud della scogliera è caratterizzata dalla presenza della grotta di San Cristoforo nella quale sono stati rinvenuti antichi graffiti. Nella scogliera sottostante la torre, a nord della baia, sono presenti antiche grotte, oggi murate, che i pescatori alcuni decenni fa usavano per depositare gli attrezzi di pesca e trascorrere, nel periodo estivo, le vacanze.
Nell'estremo sud della baia di Torre dell'Orso, a poca distanza dalla spiaggia, si incontrano due faraglioni vicini e simili, detti le due sorelle. Secondo la leggenda il nome deriva da due sorelle che un giorno decisero di sottrarsi alle fatiche quotidiane cercando refrigerio nel mare. Giunte a Torre dell'Orso, si tuffarono da una rupe nel mare in tempesta non riuscendo più a guadagnare la riva. Gli dei, mossi a compassione, le tramutarono, dunque, nei due suggestivi faraglioni.

## Storia
Studi hanno accertato che la baia in passato costituiva il porto dell'antica città-santuario di Roca, ed era uno scalo fondamentale dei naviganti che giungevano o si recavano sull'altra sponda adriatica. In particolare, la rotta che collega la baia di Valle dell'Orso (40°18′53.46″N 19°22′43.97″E), in Albania, e la baia di Torre dell'Orso (40°16′17.53″N 18°25′51.6″E) costituisce il percorso più breve (circa 80 km) che i naviganti possano compiere.
Nel 44 a.C. Ottaviano Augusto, che si trovava ad Apollonia per studiare lettere greche, avuto notizia dell'uccisione di Cesare e temendo disordini nel porto di Brindisi, seguì probabilmente questa rotta per giungere nella più sicura città di Lupiae e da qui recarsi a Roma.
Dimostrata l'esistenza di questa rotta, appare naturale che Virgilio avesse in mente questi luoghi (e non Porto Badisco o Santa Maria di Leuca, come ritenuto dai successivi commentatori) quando descrisse l'approdo nel Salento di Enea, partito dai monti Acrocerauni, in Albania, onde a le spiagge si fa d'Italia il più breve tragitto.
in guisa d'arco, a cui di corda in vece

sta d'un lungo macigno un dorso avanti,

ove spumoso il mar percuote e frange.

Ne' suoi corni ha due scogli, anzi due torri,

che con due braccia il mar dentro accogliendo,

lo fa porto e l'asconde; e sovra al porto

lunge dal lito è 'l tempio.»
(Virgilio - Eneide, libro III. Traduzione di Annibal Caro)

## Monumenti e luoghi d'interesse

### Torre di guardia
Conosciuta anche come Torre di porto dell'orso o Torre dell'Urso o Creta Russa, è molto più plausibile che il nome derivi dall'assonanza col nome di Sant'Orsola.
I lavori iniziarono nel 1568 per opera di Giovanni Tommaso Garrapa, ma la sua costruzione dovette interrompersi a causa della morte dello stesso, per poi riprendersi nel 1580 ad opera di suo fratello, Angelo Garrapa.
La forma della torre è troncopiramidale a base quadrata, ed è posta su un alto sperone della costa, pochi metri prima dell'arenile. 
Nel 1577 fu armata di un falconetto di bronzo, consegnato dal sindaco di Lecce al procuratore di Borgagne.

### Chiesa dei SS. Angeli Custodi
La Chiesa dei SS. Angeli Custodi è ubicata in Piazza S. D'Acquisto ed è stata inaugurata il 24 luglio 1960, quando lo sviluppo del circostante centro abitato non aveva ancora avuto inizio. Il 23 gennaio 1990, per volere del Vescovo Metropolita di Lecce, mons. Cosmo Francesco Ruppi, la Chiesa venne eretta a quasi parrocchia. All'interno è custodita la statua della Madonna "Stella Maris", protettrice della marina venerata dalla comunità la prima domenica di agosto.

## Galleria d'immagini

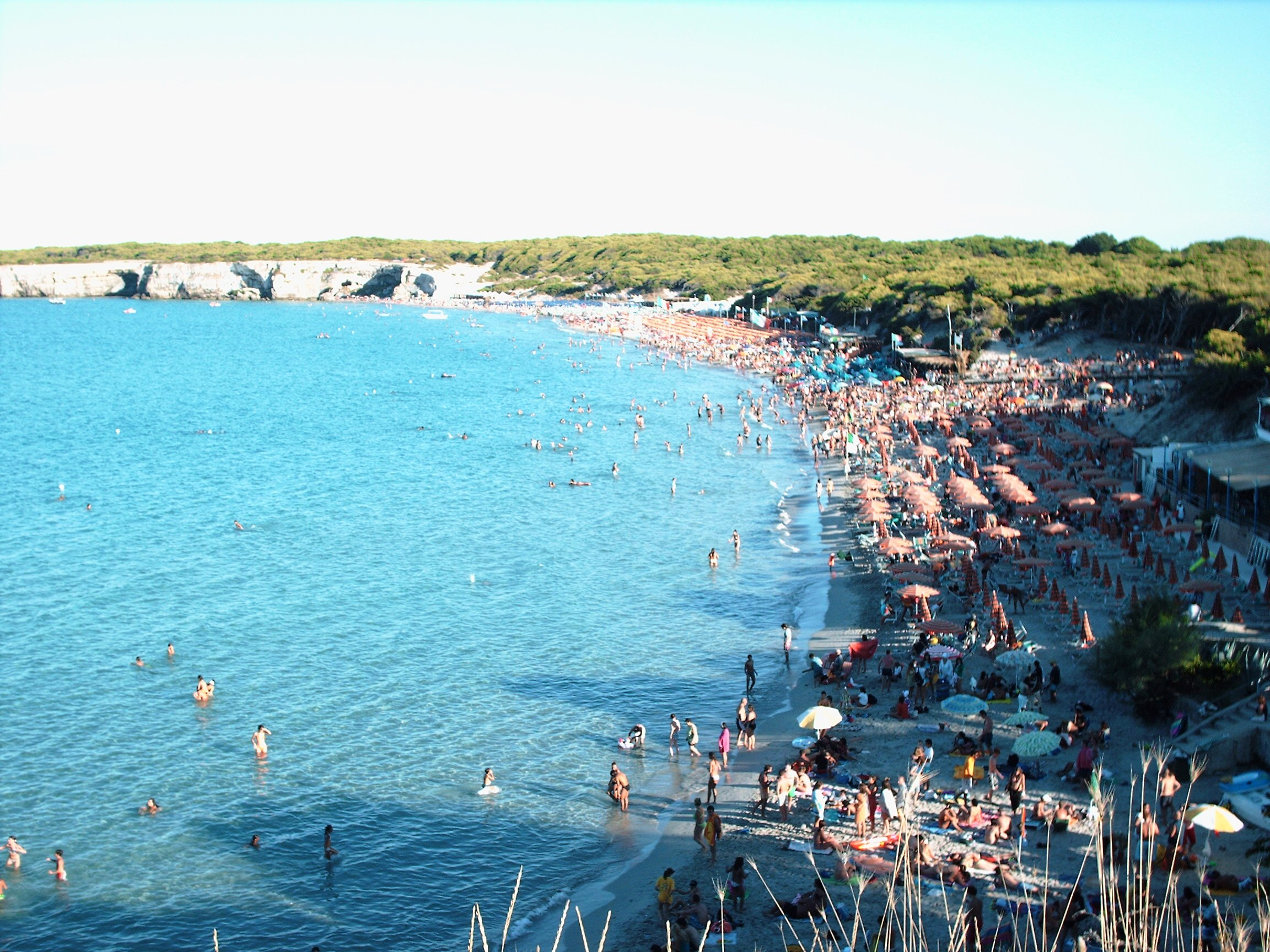
Spiaggia ad agosto
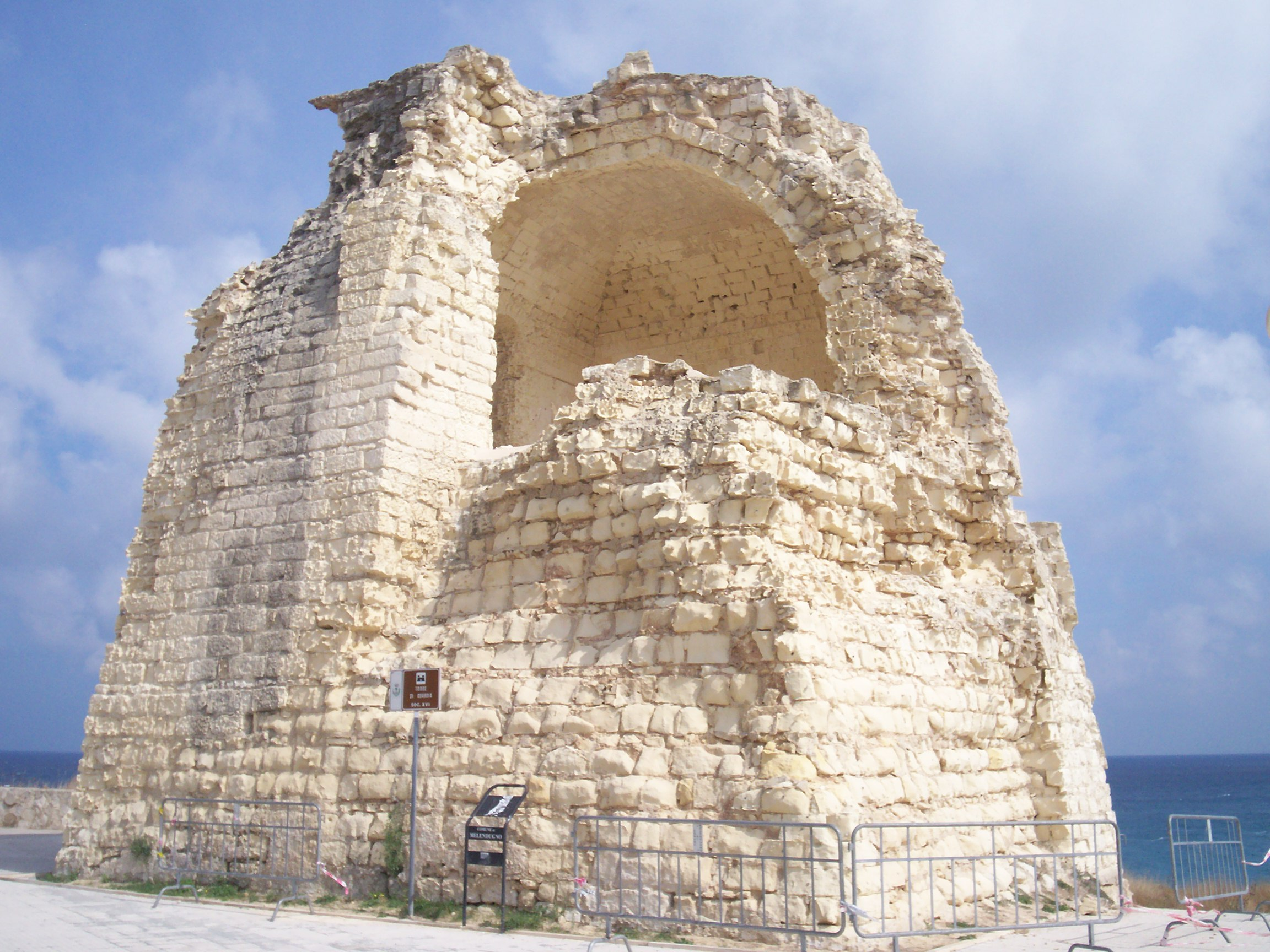
Torre di avvistamento del XVI secolo
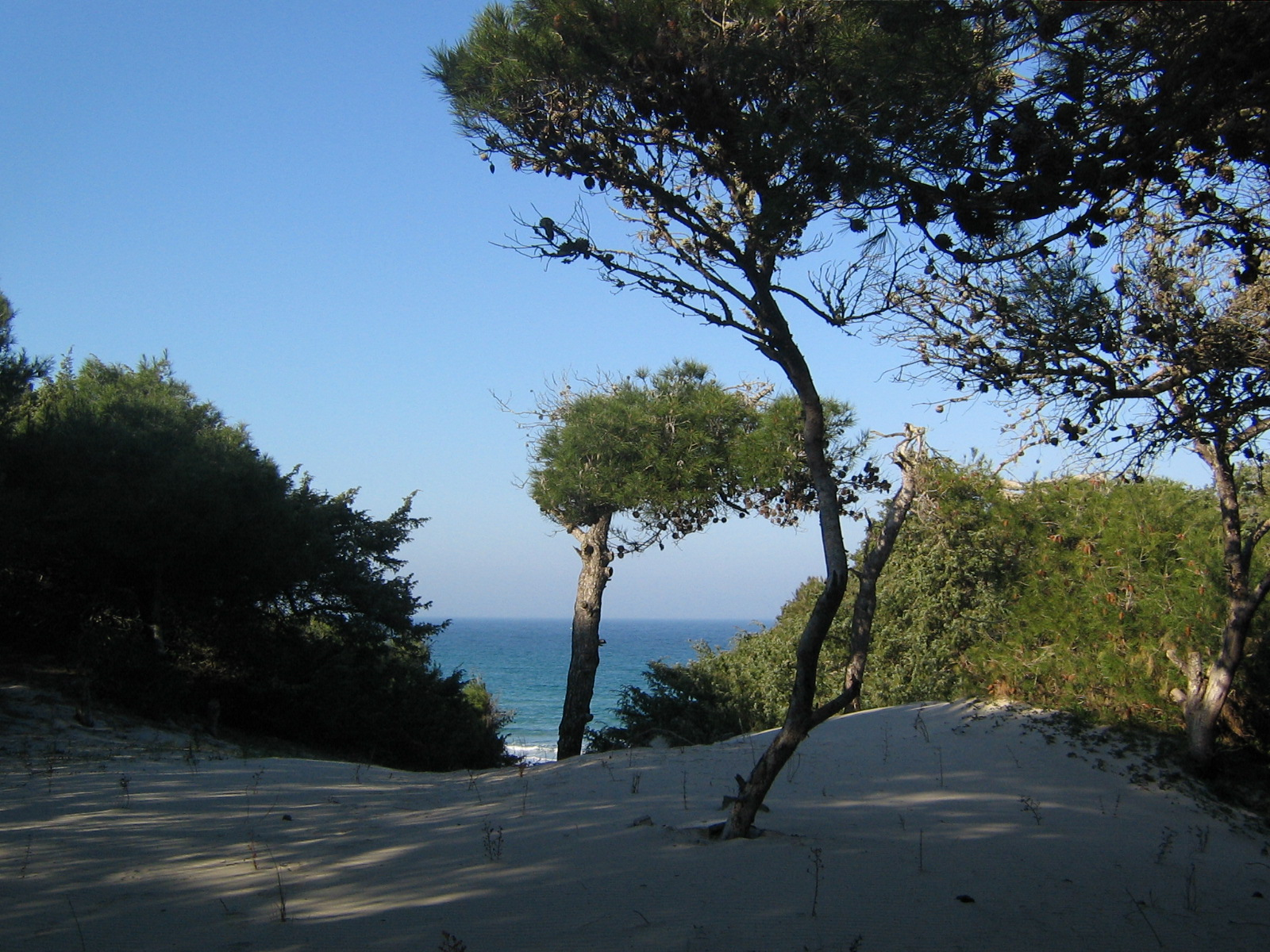
Dune
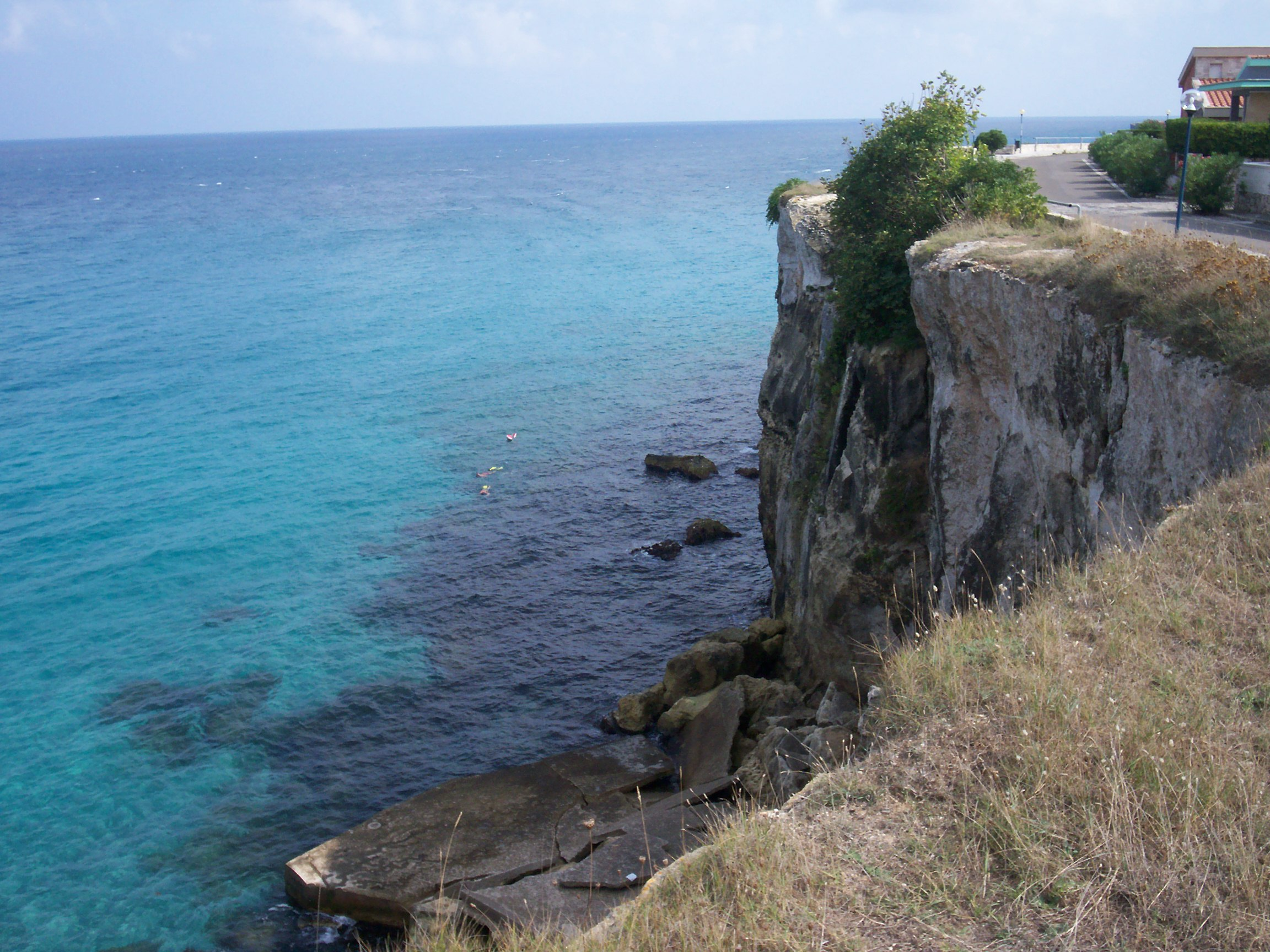
Caletta
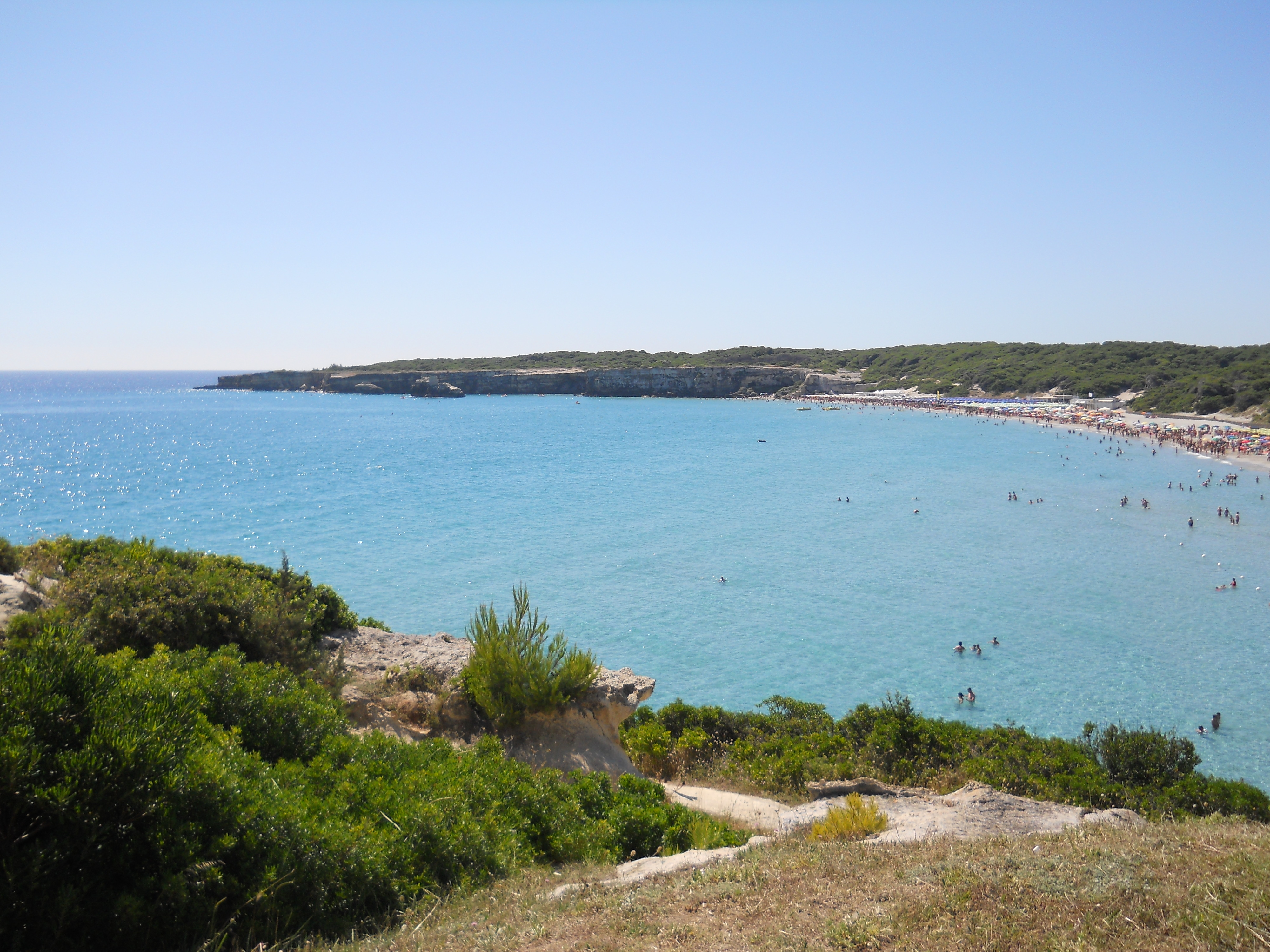
Baia
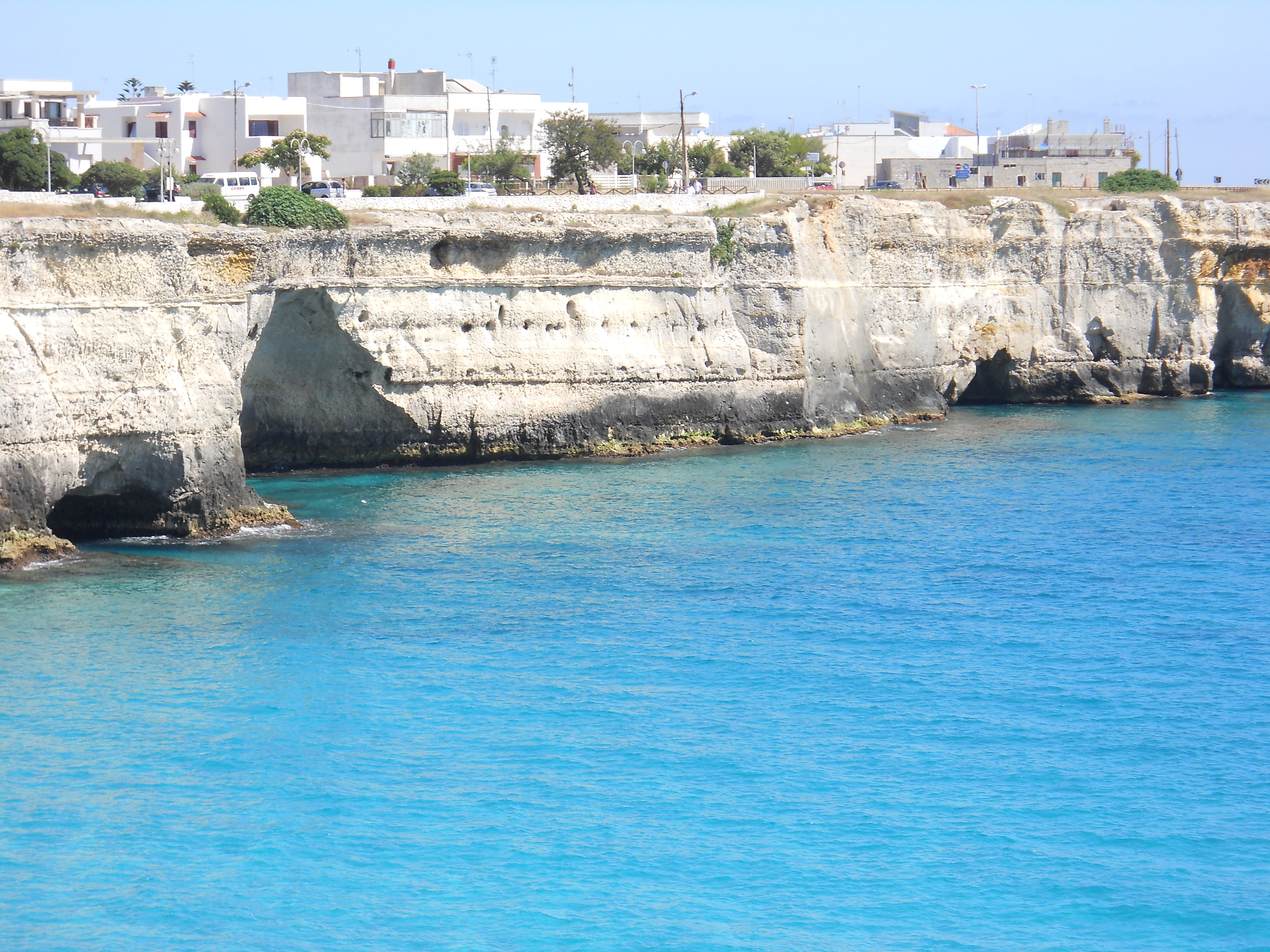
Caletta
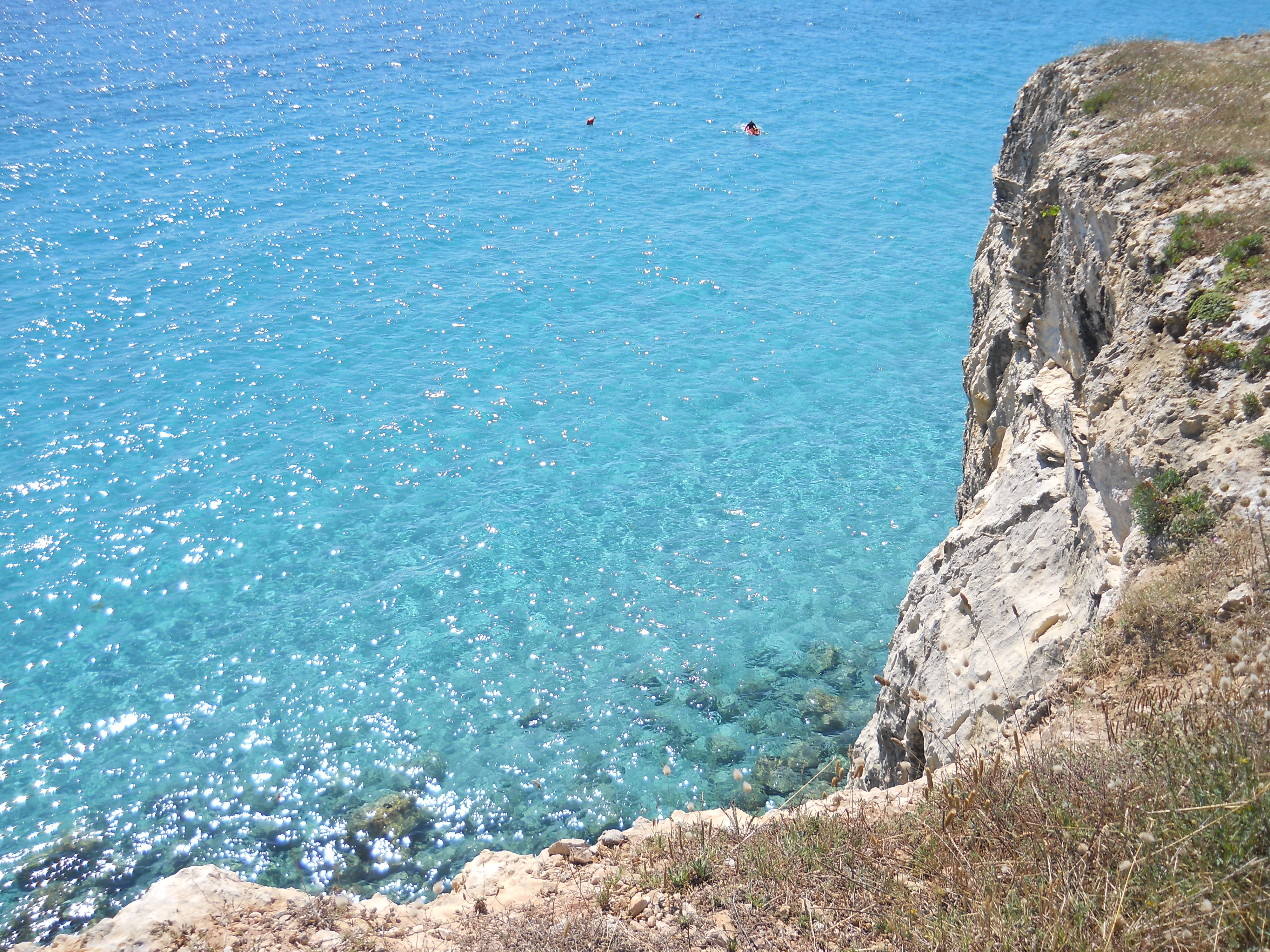
Caletta
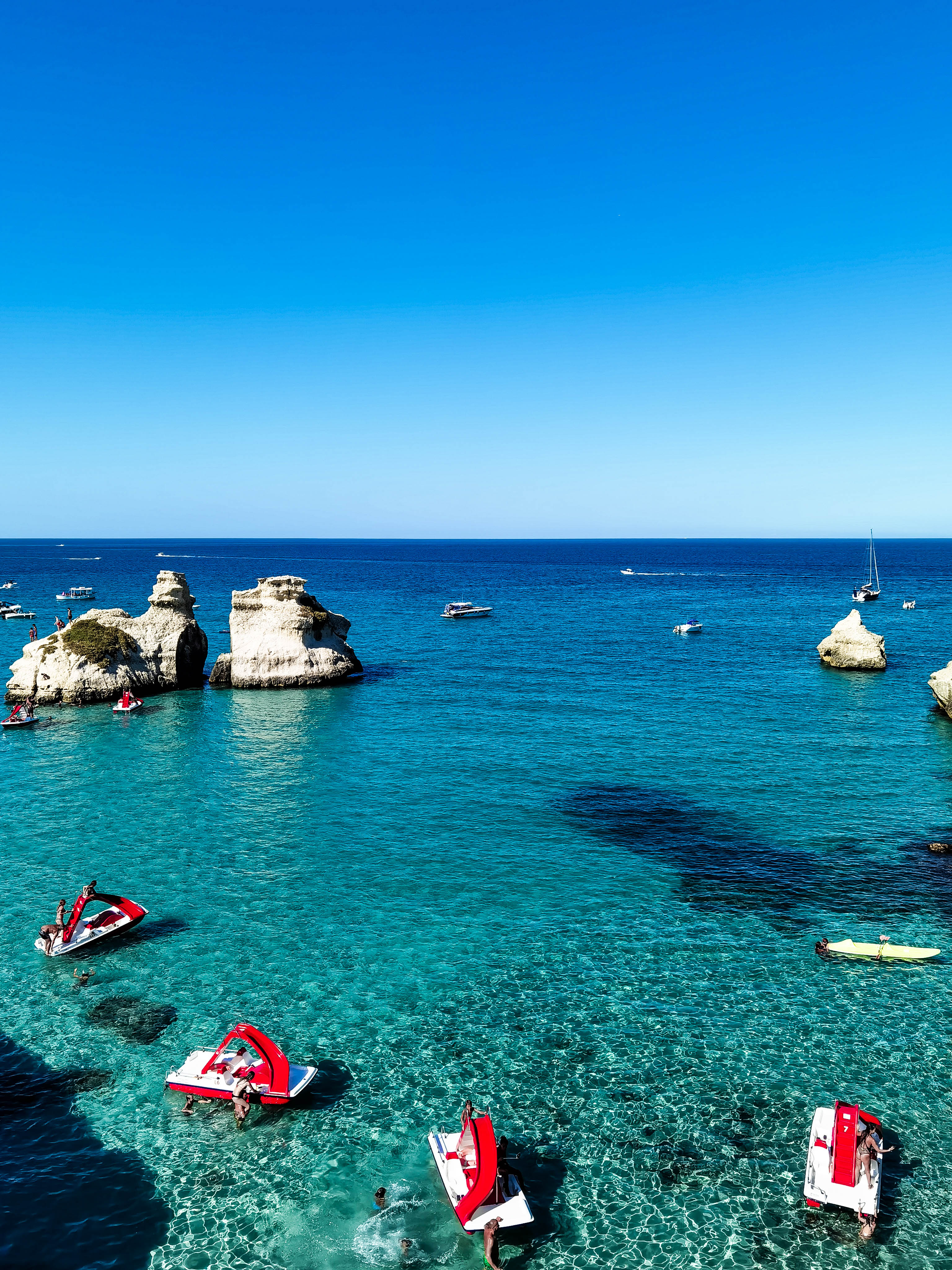
Faraglioni delle due sorelle
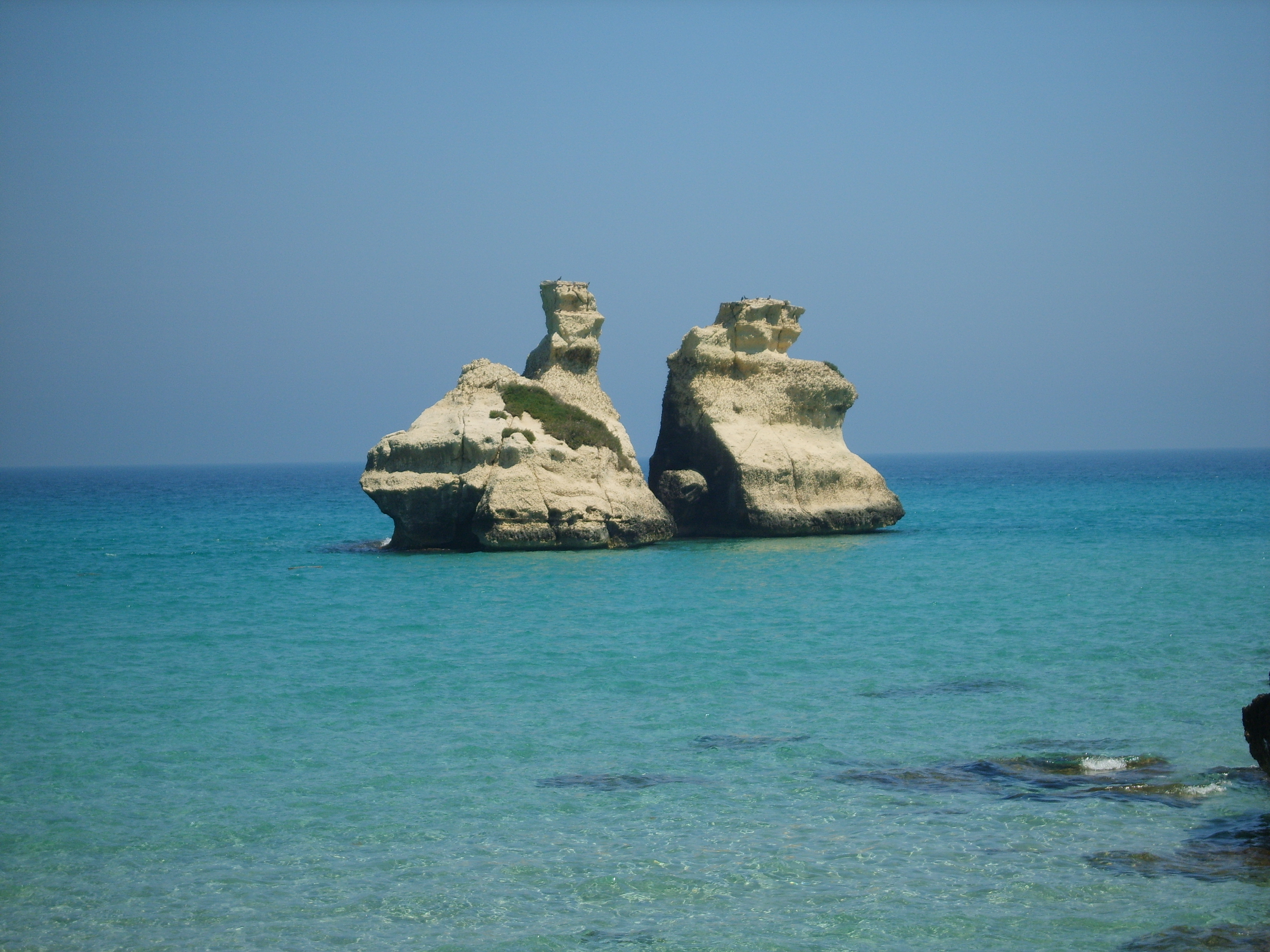
Le due sorelle
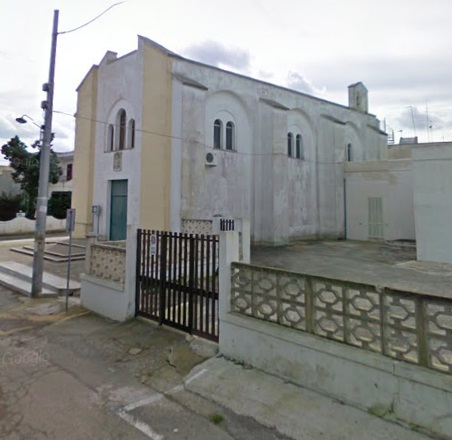
Chiesa dei SS. Angeli Custodi di Torre dell'orso